# سان بيير، وادي أوستا
سان بيير (بالإنجليزية: Saint-Pierre, Aosta Valley)‏ هي مدينة وبلدية في منطقة وادي أوستا، شمال غرب إيطاليا. يوجد حوالي 150 قلعة من العصور الوسطى وجولات ومنازل محصنة في وادي أوستا. المعلم الرئيسي هو قلعة سان بيير. في مكان قريب، قامت عائلة ساريود ببناء قلعة ساريود دي لا تور.

## جغرافيا
سان بيير هي مدينة تقع في وادي أوستا، وهي منطقة ثنائية اللغة في جبال الألب الإيطالية، على بعد 110 كم (68 ميل) شمال غرب تورينو. يقع بالقرب من المدخل الإيطالي لنفق مونت بلانك، وبالقرب من التقاء نهري بوثير وDoire baltée، وبالقرب من تقاطع طريقي Great وLittle St. Bernard.

## وصلات خارجية
- الموقع الرسمي